# やつらは多分宇宙人!
『やつらは多分宇宙人!』（やつらはたぶんうちゅうじん）とは2010年にBSフジで制作放送されたテレビドラマ。放映期間は2010年1月9日から3月13日までで全10話。

## あらすじ
幼くして母を失った高校生の寺野呂葉守（てらの ろはす）は、姉の絵子（えこ）に置き手紙を残したまま家出を図る。まだ見ぬ父の生存を信じつつ呂葉守が辿り着いたアパートには、自称「宇宙人」の銀側一家が住んでいた。こうして呂葉守と銀側一家との奇妙な共同生活が始まる・・・。
宇宙から地球にやってきた銀側一家が、地球人と宇宙人との文化的・思想的なギャップを体験しながらドタバタな日常を送るというシチュエーション・コメディ。

## キャスト
寺野絵子（谷村美月）
地球人の女性。家出した弟の呂葉守を常に心配している。
寺野呂葉守（井之脇海）
絵子の弟で高校生。ひょんなことから銀側家の居候となる。
銀側万丈（馬場徹）
銀側家のひとり息子で高校生。後輩の呂葉守を居候させる。
銀側謎美（原千晶）
万丈の母。お気楽な性格。ママさんバレーが趣味。
銀側広大（嶋田久作）
万丈の父。職を失い、求職活動の日々を送っている。
Ｍr.ＮＩＳＨＩＫＩＮＯ（錦野旦）
銀側家の周囲に現れる謎の男。絵子と呂葉守の姉弟と何か関係が？
オープニングナレーション（矢島正明）

## サブタイトル
※放送年月日はBSフジでの初回放送日.
| 話数                    | サブタイトル             | 放送年月日    | 脚本             | 演出       |
| ----------------------- | ------------------------ | ------------- | ---------------- | ---------- |
| エピソード1             | 宇宙人登場!?             | 2010年1月9日  | 村上大樹         | 北川敬一   |
| エピソード2             | 宇宙人のハロー、ワーク   | 2010年1月16日 | 秋本武夫         | 北川敬一   |
| エピソード3             | 多分宇宙人の家族旅行     | 2010年1月23日 | ブルースカイ     | 北川敬一   |
| エピソード4             | 息子は多分反抗期!        | 2010年1月30日 | 松本たけひろ     | 宮城広     |
| エピソード5             | 呂葉守の宇宙人探検!      | 2010年2月6日  | 金子大志         | 北川敬一   |
| エピソード6             | その母、多忙につき!      | 2010年2月13日 | 如月せいいちろー | 寺地雄一郎 |
| エピソード7             | 万丈の初恋               | 2010年2月20日 | 金子大志         | 北川敬一   |
| エピソード8             | うちのママは宇宙一!      | 2010年2月27日 | 要ゆうじ         | 宮城広     |
| エピソード9             | やつらは絶対宇宙人       | 2010年3月6日  | ブルースカイ     | 北川敬一   |
| エピソード10 （最終回） | やつらはやっぱり宇宙人!? | 2010年3月13日 | 村上大樹         | 北川敬一   |

## スタッフ
- エグゼクティブプロデューサー：三宅容介
- 企画：北川敬一、村上大樹、男全修二
- プロデューサー：男全修二、嶋田豪、野村ノブヨ
- ラインプロデューサー：内山亮
- アシスタントプロデューサー：内海智
- 編成：大森慎司（BSフジ）
- 宣伝：山田章雄（BSフジ）、中村美絵
- 撮影監督：ふじもと光明
- 照明：川崎雄介
- 録音：稲見勝
- 美術：津留啓亮
- 編集：和田剛
- 音楽：羽島亨
- 音響効果・音楽：石井雅子
- 技術協力：REC、タッチ・アンド・ゴー、シミズオクト
- 協力：サムシングクリエイション、西村映造、HONMA PRO.
- 制作：ポニーキャニオン、アイエス・フィールド

## 主題歌
- 錦野旦「情熱のスタア・ディスコ」（ポニーキャニオン）
作詞：松井五郎、作曲：THFJ、編曲：羽島亨